# Teoría de las descripciones
La teoría de las descripciones es una de las principales contribuciones de Bertrand Russell a la filosofía del lenguaje.
Se la ilustra habitualmente con la frase "el actual rey de Francia" como se utilizaría, por ejemplo, en "El actual rey de Francia es calvo." ¿De qué se trata esta oración, teniendo en cuenta que no hay, hoy en día, un rey en Francia?  A esto se lo conoce como la paradoja del rey de Francia: ¿es esta expresión verdadera?, ¿es falsa?, ¿carece de sentido? Tenemos la certeza de que no es verdadera, porque Francia es una república. Pero si es falsa, entonces su negación "El actual rey de Francia no es calvo" debe ser verdadera, lo que nos deja en el punto de partida. ¿Carecerá entonces de significado? Como se verá más adelante, algunos filósofos sostienen esta posición, porque no denota ningún objeto existente, pero, por otro lado, parece querer decir algo que podemos entender claramente.
Alexius Meinong ha sugerido que debemos considerar un dominio de "entidades no existentes", de las que podemos suponer que estamos hablando al usar expresiones como esa.
Gottlob Frege sugirió que "el actual rey de Francia es calvo" es una oración cuyo significado no tiene valor de verdad, no tiene referencia. Aunque sí puede tener sentido. 
David Hume, por su parte, considera que las cuestiones de existencia pertenecen al ámbito de las cuestiones de hecho y que en dicho ámbito no hay proposiciones lógicamente contradictorias, y cualquier sucesión de enunciados es posible.

## Las descripciones definidas
El problema se presenta en general con las llamadas "descripciones definidas". Normalmente, estas incluyen todos los términos que comienzan con "El" o "La", y a veces incluye nombres, como "Walter Scott". Russell incluso pensaba que estos últimos no debieran ser llamados nombres, sino "descripciones definidas disfrazadas", pero los desarrollos posteriores en general los tratan como a entidades separadas.
Algunos ejemplos de descripciones definidas son:
- La estudiante más alta de la clase
- El primer simio en viajar al espacio

Por otro lado, las "descripciones indefinidas" son aquellas de la forma "un X".
¿Cuál es la "forma lógica" de las descripciones definidas? Para ponerlo en términos de Frege, ¿cómo podemos parafrasearlas para mostrar que el valor de verdad del todo depende de los valores de verdad de las partes?
Las descripciones definidas parecen nombres que, por su propia naturaleza, denotan exactamente una cosa, ni más ni menos. ¿Qué podemos decir, entonces, de la oración considerada como un todo si una de sus partes no parece estar funcionando correctamente?

## Análisis de Bertrand Russell
La solución propuesta por Russell fue, en primer lugar, proceder al análisis de toda la oración que incluyese una descripción definida, y no del término aislado. Luego sugería reescribir "El actual rey de Francia es calvo" como "Hay un X tal que X es un actual rey de Francia, ninguna otra cosa excepto X es un actual rey de Francia, y X es calvo". Russell señalaba que cada descripción definida contiene de hecho una afirmación de existencia y una afirmación de unicidad, pero que podrían ser tratadas en forma separada del predicado, que es el contenido obvio de la oración en la que aparecen.
La oración como un todo dice, entonces, tres cosas acerca de un objeto: la descripción definida contiene a dos de ellas y el resto de la oración contiene la tercera. Si el objeto no existe, o si no es único, entonces la oración entera no es ni carente de sentido ni verdadera, sino falsa.
El principio del tercero excluido no se viola, ya que al negar tanto "El actual rey de Francia es calvo" como "El actual rey de Francia no es calvo" no estamos afirmando la existencia de un X que no sea ni calvo ni "no calvo", sino que negamos la existencia de un X que sea rey de Francia.

## Objeciones al análisis de Russell
Una de las principales críticas a la teoría de Russell, desarrollada por P. F. Strawson en 1950, es que las descripciones definidas no pretenden que su objeto exista, sino que meramente presuponen su existencia. De acuerdo con Strawson "El actual rey de Francia es calvo" no se contradice con "Nadie es el actual rey de Francia" porque la primera oración no incluye una afirmación existencial, sino que intenta utilizar "el actual rey de Francia" como a una frase denotativa o referente. Dado que no hay un rey en Francia, la oración no realiza ninguna referencia, por lo que la oración no es ni verdadera ni falsa, sino carente de sentido.
Keith Donnellan ha provisto una resolución sutil a la disputa entre Russell y Strawson, puntualizando que ambos están tratando de analizar las oraciones fuera del contexto. Siguiendo a Donnellan, hay dos maneras distintas de usar una descripción definida: el uso "referido"  y el uso "no referido". La misma oración utilizada en situaciones diferentes puede significar cosas distintas. Por ejemplo, supongamos que Smith ha sido brutalmente asesinado. Cuando la persona que descubre el cadáver de Smith dice: "El asesino de Smith es un perturbado", podemos analizarla como un uso "no referido" de la oración y aplicar el enfoque de Russell. Esto se debe a que esta persona podría haber proferido igualmente: "Quienquiera que haya matado a Smith es un perturbado" 
Consideremos ahora que Jones, aunque inocente, ha sido arrestado por el asesinato de Smith y está siendo juzgado. Cuando un periodista observa a Jones hablando incoherentemente en el pasillo y describe esta situación como "El asesino de Smith es un perturbado", podemos entenderlo como un uso "referido" de la descripción definida, ya que podríamos parafrasear la afirmación de la periodista como "La persona a la que veo hablando incoherentemente, y que creo que asesinó a Smith, es un perturbado."
En este segundo caso, no debemos aceptar el análisis de Russell como correcto, ya que la oración debiera descomponerse como:
1. Hay un X tal que X asesinó a Smith,
2. No hay un Y, Y distinto de X, tal que Y asesinó a Smith; y
3. X es un perturbado.

Si este análisis de la afirmación de la periodista fuese correcta, dado que Jones es inocente, deberíamos entender que ella quiso decir lo mismo que el descubridor del cadáver de Smith. Es decir, que quienquiera que haya asesinado a Smith es un perturbado. La observación acerca de Jones hablando incoherentemente sería irrelevante para el valor de verdad de su afirmación, lo cual no se corresponde con la intención de la periodista. Por lo tanto, la misma oración "El asesino de Smith es un perturbado" puede ser utilizada con significados bastante distintos en contextos diferentes.
Hay, por consiguiente, contextos en los que "El actual rey de Francia no es calvo" es falso, ya que no hay hoy en día un rey en Francia, y otros contextos en los que una oración sobre una persona que el hablante toma por el actual rey de Francia puede ser verdadera o falsa de acuerdo con el cuero cabelludo del impostor.